# Eugenio Barrejón
Eugenio Barrejón y Eguiluz (Navarra, ? - Alicante, 4 de febrero de 1878) fue un militar español, gobernador civil y alcalde de Alicante.

## Biografía
Se sabe que ejerció de militar en grado de coronel hasta la década de 1850, momento en el que solicitó el retiro y fijó su residencia en Alicante. El 15 de septiembre de 1854, sucedió en el cargo a Trino González de Quijano como gobernador civil interino de Alicante, labor que desempeñó de una manera tan humilde e impecable que pronto se ganó el corazón y simpatía de todo el pueblo de Alicante.

## Cólera
Su antecesor en el cargo, Trino González de Quijano había muerto víctima de la epidemia de cólera morbo que azotaba la ciudad, y el propio Berrejón continuó con la labor altruista de Quijano, dando pruebas de abnegación y amor por los ciudadanos. La ignorancia sobre el cólera y la falta de higiene entre los alicantinos, provocaron 1964 muertes en los 47 días que duró la epidemia. Se puede contabilizar que, tras el éxodo de parte de la población por miedo a la plaga, el 20% de los alicantinos murieron aquel verano.

## Fiebre amarilla
Años más tarde, en 1870, Eugenio Barrejón volvió a demostrar su labor caritativa siendo alcalde de Alicante, mientras ayudaba y socorría a los afectados por la epidemia de fiebre amarilla. La fiebre amarilla llegó del puerto de Barcelona a través de los conductos comerciales en septiembre de ese año causando 1380 muertes oficiales en la ciudad.

## Óbito y homenaje
Eugenio Barrejón murió en 1878, a una edad muy avanzada, admirado y querido por el pueblo al que había ayudado en dos ocasiones. Los alicantinos decidieron costear por suscripción popular un busto de bronce en su memoria, al tiempo que el Consistorio presidido interinamente por el catedrático José Soler erigía la columna de honor que lo sustenta desde 1884. Aún hoy se puede admirar en la plaza de Calvo Sotelo de Alicante.
Hasta 1939 tuvo además una vía pública dedicada a su memoria. Se trata de la actual calle de Portugal.